# Oezbeekse Liberaal-Democratische Partij
De Oezbeekse Liberaal-Democratische Partij (Oezbeeks: Oʻzbekiston Liberal Demokratik Partiyasi; Russisch: Либерально-демократическая партия Узбекистана) is een politieke partij in Oezbekistan. Naast de Democratische Volkspartij van Oezbekistan behoort de Liberaal-Democratische Partij tot de "pro-presidentiële" partijen die zich altijd achter het beleid van de zittende president scharen. In Oezbekistan staat de partij bekend onder het acroniem OʻzLiDeP.
De partij werd op 15 november 2003 opgericht door vertrouwelingen van president Islam Karimov die voortkwamen uit de Democratische Volkspartij. De oprichters waren voornamelijk zakenlieden en ondernemers. Bij de verkiezingen van 2004/2005 werd de Liberaal-Democratische Partij met 41 van de 120 zetels de grootste partij in de Oliy Majlis (parlement) en verdrong daarmee de Democratische Volkspartij van de eerst plaats. Bij de verkiezingen in 2009/2010 werden 53 zetels in de wacht gesleept. Bij de verkiezingen van 2014/2015 ging een zetel verloren, maar bij de verkiezingen van 2019/2020 werd deze verloren gegane zetel weer teruggewonnen. De Liberaal-Democratische Partij is thans de grootste partij van het land.
President Karimov, van 1991 tot 1999 verbonden aan de Democratische Volkspartij, sloot zich in 2006 aan bij de Liberaal-Democratische Partij. Bij de presidentsverkiezingen van 2007 en 2015 won Karimov steeds met ruime marges van zijn tegenkandidaten (resp. 91% en 92% van de stemmen). Na het overlijden van Karimov in september 2016 werd in december van dat jaar Sjavkat Mirzijojev als kandidaat van de Liberaal-democraten gekozen tot president van de republiek.
De Oezbeekse Liberaal-Democratische Partij omschrijft zichzelf als een centrumrechtse en liberale partij. De partij is echter ook nationalistisch en steunt het autoritaire beleid van de zittende regering. De partij is gelinkt aan Verenigd Rusland, de regeringspartij van de Russische Federatie. Er wordt ook samengewerkt met de Kazakse regeringspartij Noer Otan.

## Verwijzingen
1. 1 2  worldstatesmen.org
2. 1 2  The political framework of Uzbekistan, geraadpleegd 6 juli 2022
3. 1 2  Eigen opgave: uzlidep.uz/page/history
4. ↑  Voluit: Beweging van ondernemers en zakenlieden - Oezbeekse Liberaal-Democratische Partij - (1)
5. ↑  De Democratische Volkspartij domineerde vanaf 1991 het parlement.
6. ↑  Party Program
7. ↑  Uzbekistan and Russia’s leading parties sign a Cooperation Agreement UZA 7 september 2019